# Даніель Глаттауер
Даніель Глаттауер (нім. Daniel Glattauer; нар. 19 травня 1960, Відень, Австрія) — австрійський письменник та журналіст.

## Життєпис
Даніель Глаттауер народився 1960 року та виріс у 10-му районі Відня.
У 1978 році він закінчив гімназію.
З 1979 по 1985 рік вивчав в університеті педагогіку та історію мистецтва.
Після закінчення університету з 1985 по 1988 роки працював в газеті «Die Presse», після чого перейшов до «Der Standard», де протягом 20 років був редактором у розділі фейлетонів і судових репортажів.
Став відомим завдяки своїм нотаткам у щоденній рубриці, що розміщується на першій шпальті газети. У них він говорив про актуальні проблеми суспільства в гумористичній формі. Пізніше кращі із заміток були зібрані в збірках «Die Ameisenzählung», «Die Vögel brüllen» і «Schau ma mal».
За роман «Північний вітер », що вийшов в 2006 році, Даніель Глаттауер був номінований на Німецьку книжкову премію, яку присуджують за найкращий роман німецькою мовою.
Книга являє собою сучасну форму епістолярного роману. Це листування електронною поштою самотнього чоловіка й одруженої жінки. Роман викликає асоціації з романом «Пані Боварі» Гюстава Флобера.
19 вересня 2007 року вийшла сценічна версія роману.
У 2009 році було написано продовження роману «Кращий засіб від північного вітру» — роман «Всі сім хвиль».

## Твори
- Theo und der Rest der Welt. 1997
- Kennen Sie Weihnachten? 1997
- Bekennen Sie sich schuldig? Geschichten aus dem grauen Haus. 1998
- Der Weihnachtshund. 2000
- Die Ameisenzählung. Kommentare zum Alltag. 2001
- Darum. 2003
- Die Vögel brüllen. 2004
- Північний вітер [de][3]. 2006
- Rainer Maria sucht das Paradies. 2008
- Всі сім хвиль (нім. Alle sieben Wellen. 2009
- Schauma mal. Kolumnen aus dem Alltag. 2009
- Der Karpfenstreit. Die schönsten Weihnachtskrisen. Mit Bildern von Michael Sowa, Sanssouci. 2010
- Theo. Antworten aus dem Kinderzimmer [Anthologie]. 2010